# 阮帥
阮帥（越南语：／，？—1414年）是越南后陈朝的一位将领。
阮帅的早年生平不详。1409年，邓容、阮景异叛离简定帝，在支罗县拥戴重光帝即位，阮帅被封为太傅。当时简定帝在御天城同明军对抗，阮帅率军偷袭，将简定帝擒获，押往乂安三制江。重光帝亲自迎接，尊简定帝为太上皇，一起合力抗击明朝。七月，重光与简定一起攻打各地，简定帝进兵下洪，重光帝进兵平滩。时张辅挂征夷将军印来支援明军，明军气势大振，简定帝便弃船上岸来到天关镇。重光帝怀疑简定有异志，派阮帅前去追，但没有追上。
1411年（永乐九年）九月，重光帝与阮帅等人兵分数路进军沿海一带，擒杀土人指挥阮正。翌年，张辅、沐晟攻打乂安，与后陈朝军队在谟渡相遇。邓容和张辅都殊死搏斗，不分胜负；但阮帅、阮景异却坐船逃入海中，胡贝也弃船上岸，致使邓容孤军无援，不得已也以轻舟遁入海中。1413年（永乐十一年），阮帥、阮景異等人追随重光帝袭击雲屯、海东等地沿岸，掠取粮食。
1414年，张辅率军攻打后陈朝，与阮帅的部队战于蔡茄。邓容用战象趁夜突袭明营，一度得胜。但阮帅不给予支援，致使邓容大败。后陈朝主力尽失，张辅势如劈竹。阮帅派三位刺客前去暗杀张辅，载着稻草顺流飘到张辅船边，一人登上船头，二人登上船尾。张辅发觉，捕获了二人，杀死其中一人，释放了另一人，并赐以财物。不久，阮帅与重光帝、邓容、阮景异等人都被捕，押送燕京。重光帝在途中投水而死，阮帅也跳水殉死。